# Candé-sur-Beuvron
Candé-sur-Beuvron är en kommun i departementet Loir-et-Cher i regionen Centre-Val de Loire i de centrala delarna av Frankrike. Kommunen ligger i kantonen Contres som tillhör arrondissementet Blois. År 2022 hade Candé-sur-Beuvron 1 487 invånare.

## Befolkningsutveckling
Antalet invånare i kommunen Candé-sur-Beuvron
| Referens: INSEE |